# Pallacanestro Trieste 1981-1982
Questa voce raccoglie le informazioni riguardanti la Pallacanestro Trieste nelle competizioni ufficiali della stagione 1981-1982.

## Stagione
Dopo tanti problemi, abbandonata anche dallo sponsor storico, la dirigenza si trova a dover ricostruire la squadra per puntare a un pronto ritorno in A1. Persa la stella Laurel, la società vede partire anche Baiguera, che lascia il basket. Su quanto rimane del nucleo storico (Roberto Ritossa, Gino Meneghel, Claudio Scolini e il giovane Alberto Tonut) innesta allora due ottimi rinforzi provenienti da Bologna: il playmaker Piero Valenti e l'ala Gianni Bertolotti. Dal Real Madrid arriva l'americano Jim Abromaitis, mentre la solita difficile ricerca di un centro di peso porta all'ingaggio del massiccio John Campbell, gregario degli Harlem Globetrotters. Nelle prime fasi della stagione la squadra (ora sponsorizzata Oece) ha un rendimento altalenante: trova in Bertolotti un nuovo trascinatore ma risente delle performance a corrente alternata dei due americani. È soprattutto Campbell a mostrare tutti i suoi limiti tecnici, pur riuscendo a realizzare 30 punti (frutto di innumerevoli schiacciate) nella partita contro la Sacramora Rimini. Per il resto è un fiasco, e a novembre lascia il posto al ben più efficace Wayne Robinson, ala-pivot proveniente dai Detroit Pistons. La squadra si riprende ma chiude la regular season con 26 punti, a metà classifica, ben lontana dalle prime posizioni. Resta però da giocare la "fase ad orologio", escogitata per rendere un po' più lungo un campionato a 14 squadre, e l'Oece ha la fortuna di arrivarci in un ottimo stato di forma e con la mentalità giusta. Così, dopo una stagione di alti e bassi, riesce a vincere tutte e sei le gare della seconda fase agguantando il quinto posto che dà diritto allo spareggio con la terz'ultima di A1, la Recoaro Forlì. I triestini passano di misura fuori casa e una settimana dopo suggellano un finale di stagione straordinario battendo la Recoaro per 74-68 e conquistando la promozione.

## Roster
- Jim Abromaitis[1]
- Batts [1]
- Gianni Bertolotti
- John Campbell
- Carraro[1]
- Donadoni[1]
- Fabio Floridan
- Lovatti[1]
- Gino Meneghel
- Stefano Pecchi
- Ricci [1]
- Roberto Ritossa
- Wayne Robinson
- Simeoli[1]
- Claudio Scolini
- Stewart[1]
- Alberto Tonut[1]
- Piero Valenti[1]

Allenatore: Gianfranco Lombardi.

## NOte
1. 1 2 3 4 5 6 7 8 9 10   Attilio Frizzati, Servito caldo è ottimo il latte-batts, in Superbasket, n. 5 anno V, Milano, Rusconi, 4 febbraio 1982,  p. 16.